# 屏風山
屏風山（意為「像扇子的山」），位於臺灣花蓮縣秀林鄉富世村西部，太魯閣國家公園西南側，屬於中央山脈，主要包含主峰、中峰（海拔3240.6公尺）、南峰（海拔3180.5公尺）三座山峰，其中最高的主峰海拔3247.5公尺，為台灣百岳之一，排名第65，峰頂立有三等三角點6378號。山嶺相對頂平，山脊迤邐如垣，宛若屏風一般，因而得名，也由此名列九嶂之一。山區植被以針葉林與針闊葉混合林為主，山脊向南接連奇萊北峰，北方隔立霧溪與畢祿山相望。

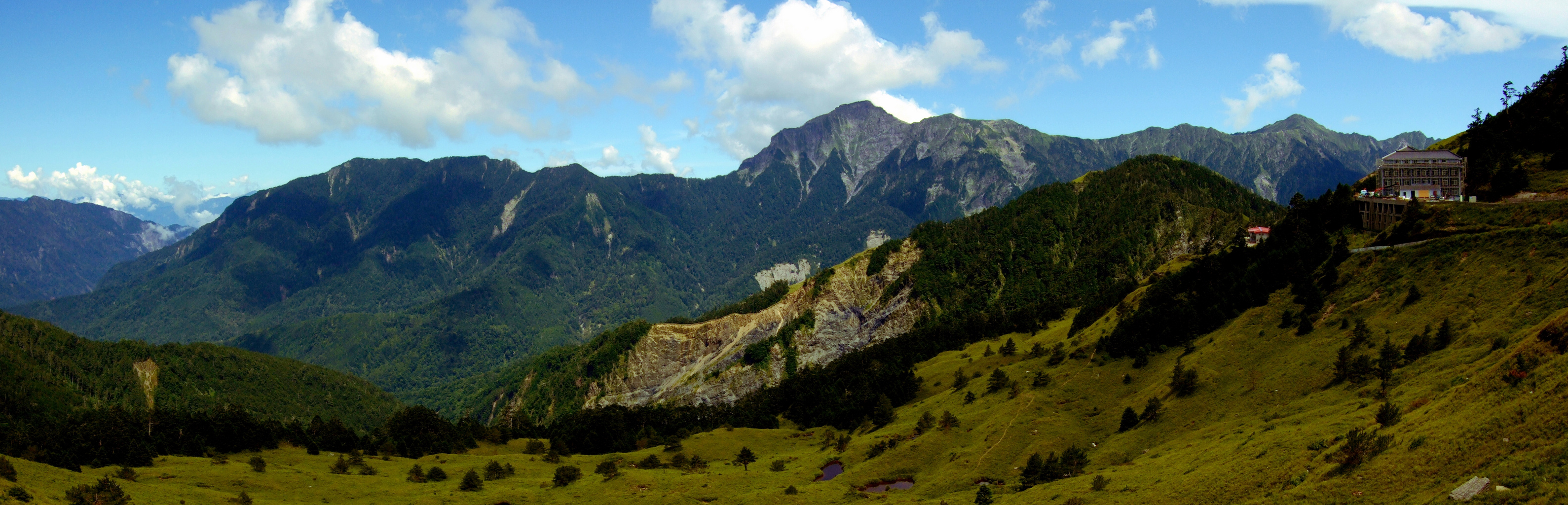
從合歡山拍攝奇萊連峰。左側連稜為屏風山，右側為奇萊連峰：中央尖峰為奇萊北峰，右側為奇萊主山。最右為合歡山松雪樓。

## 攀山
屏風山可從中部橫貫公路往南攀登，也可由南方的奇萊北峰向北抵達。山徑多瘦稜危崖，為死亡山難高發區域，故屏風山又被臺灣登山界列為「中橫四辣」中的「大辣」，僅次於「特辣」的白姑大山。
中橫端原僅有大禹嶺一處登山口，由於事故頻傳，太魯閣國家公園於2021年在中橫111.2公里處打通另一登山口，並在新登山口增設解說牌與指向標示。舊路線由大禹嶺下行，依序經過塔次基里溪旁的鐵線橋營地與松針營地後，向南抵達合歡金礦工寮，再往東沿屏風山支稜上攀至屏風山中峰，最後由中峰北行至主峰。新路線則由松針營地往東南方直接上攀至主峰三角點，路線較短，途經的崩塌地形也較少。2021年底，松針營地以杉木搭建的屏風避難山屋驗收完工，並於翌年1月開始提供申請入住。
奇萊北峰至屏風山的路線被稱為「奇萊北壁下屏風」，即由奇萊北峰往南下行，途經屏風山南峰與中峰，抵達屏風山主峰，但也有反過來從屏風山北攀奇萊北峰的「屏風上奇萊北壁」。此路線多危岩、碎石溝與崩塌地，地形脆弱，是比中橫至屏風山路線難度更高的探險型路線。